# Than trắng

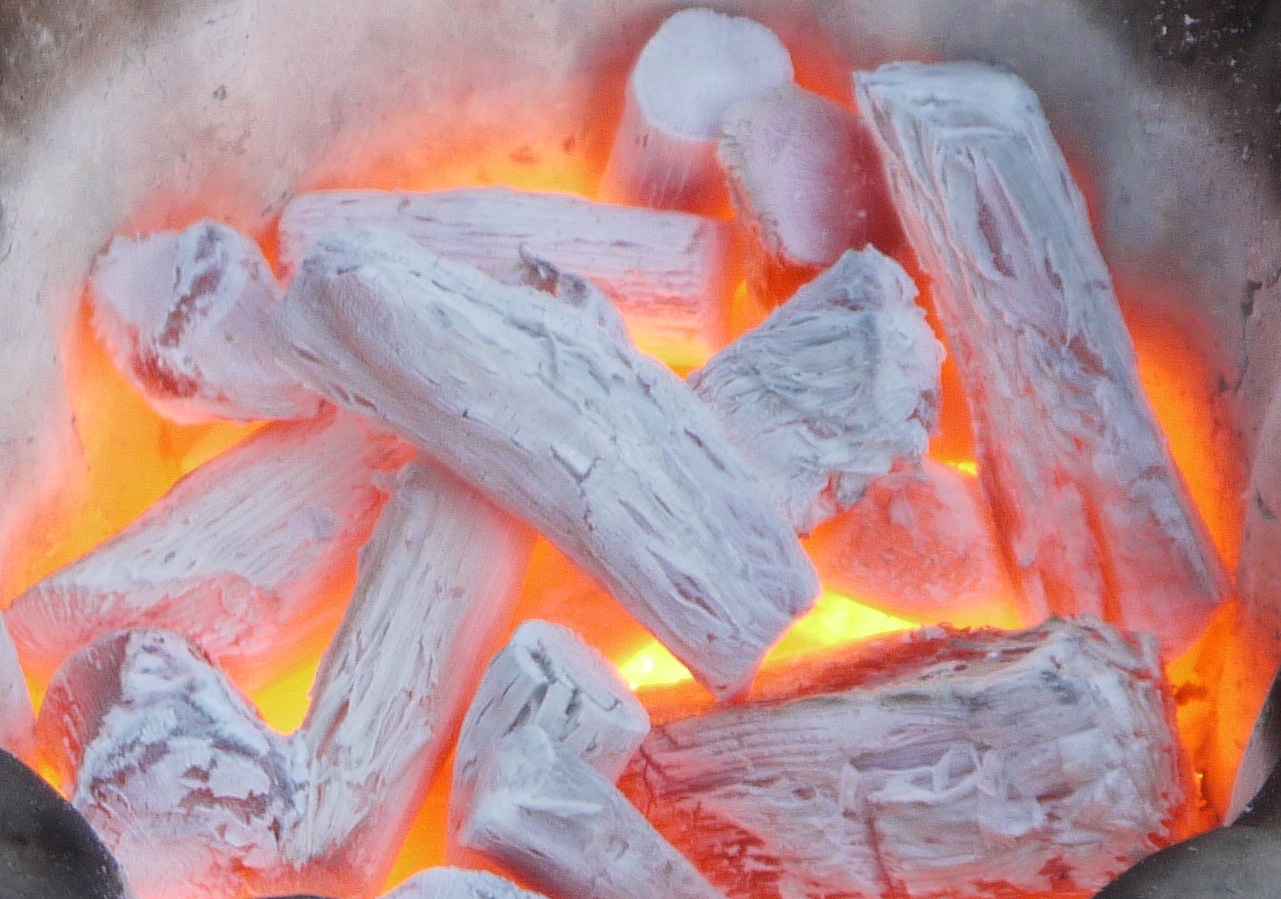
Đang đốt Binchō-tan

Than trắng hay Binchō-tan hoặc binchō-zumi (備長炭) là một loại than truyền thống của người Nhật, đã sử dụng từ lâu đời. Loại than này được người Nhật nhập khẩu sử dụng rộng rãi trên khắp nước Nhật. Than trắng được làm từ cây gỗ trồng nên dễ tái tạo, nguồn nguyên liệu ổn định. Đến năm 2011 lần đầu tiên có người ở Phường Núi Sam, Châu Đốc An Giang, Việt Nam đã sản xuất ra được loại than này và đặt tên là than chuông.